# Triberg im Schwarzwald
Triberg im Schwarzwald is een plaats in de Duitse deelstaat Baden-Württemberg, en maakt deel uit van het Schwarzwald-Baar-Kreis.
Triberg im Schwarzwald telt 4.656 inwoners.
Triberg is vooral bekend van de Triberger watervallen. Deze watervallen (7 stuks, gezamenlijke hoogte 163 meter) zijn een van de hoogste in Duitsland. De watervallen komen in verbinding met de bronnen van de Donau, die in Donaueschingen bijeen komen om één rivier te vormen.

## Partnerstad

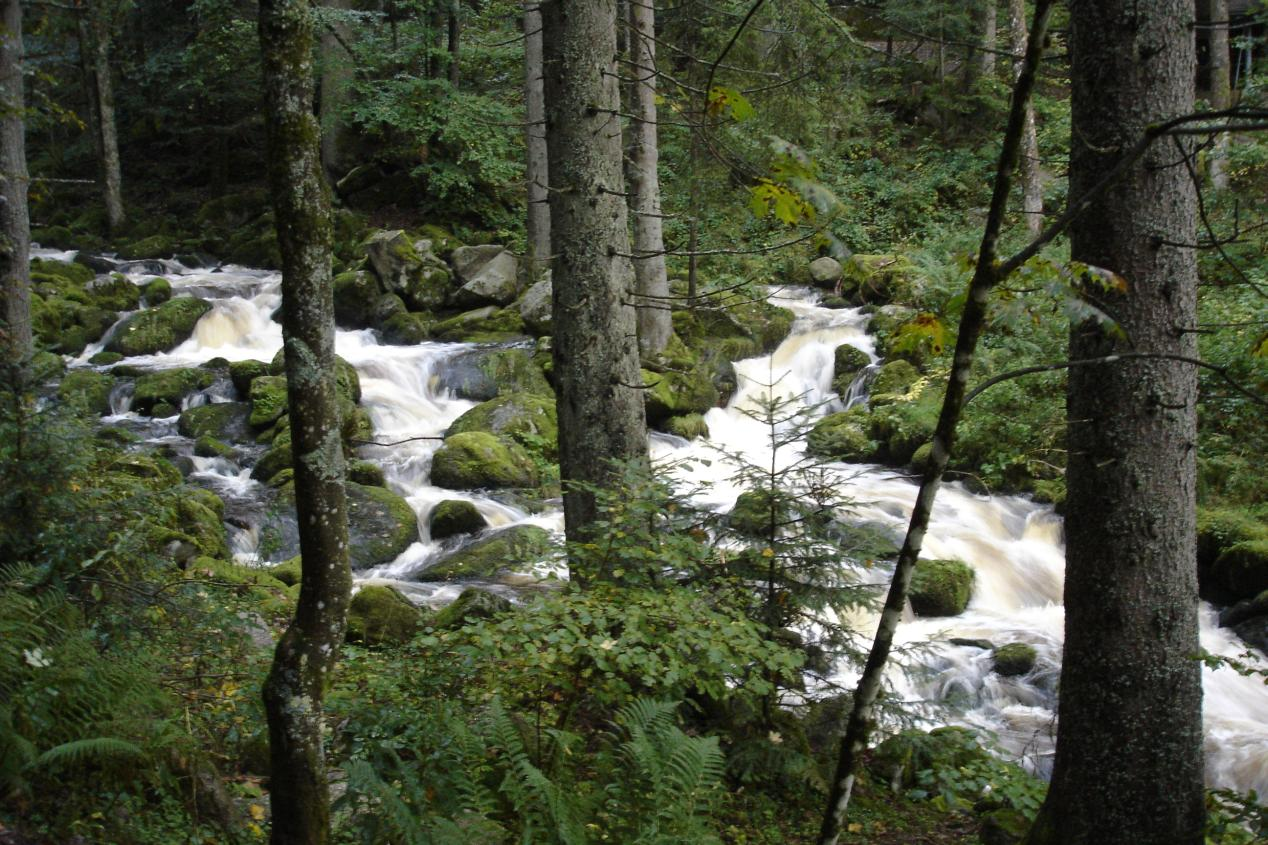
Triberger watervallen

- Fréjus, Frankrijk

Bad Dürrheim ·
Blumberg ·
Bräunlingen ·
Brigachtal ·
Dauchingen ·
Donaueschingen ·
Furtwangen im Schwarzwald ·
Gütenbach ·
Hüfingen ·
Königsfeld im Schwarzwald ·
Mönchweiler ·
Niedereschach ·
Schonach im Schwarzwald ·
Schönwald im Schwarzwald ·
St. Georgen im Schwarzwald ·
Triberg im Schwarzwald ·
Tuningen ·
Unterkirnach ·
Villingen-Schwenningen ·
Vöhrenbach